# Юконит
Юконит (англ. Yukonite) — минерал из группы арсенатов. Назван по месту первого обнаружения (западная сторона рукава Уинди-Арм (англ. Windy Arm) озера Тагиш, территория Юкон, Канада).

## Свойства
Юконит — хрупкий минерал с восковым блеском. Имеет твердость по шкале Мооса 2-3. Встречается в виде неравномерно сросшихся конкреций. Юконит был открыт в 1913 году . Минерал назван Джозефом Берр Тирреллом и Рональдом П. Д. Грэмом. Минерал быстро впитывает воду и со временем увеличивает удельный вес.

## Химический состав
| Химический элемент | %     | % оксида      |
| ------------------ | ----- | ------------- |
| Мышьяк             | 24,58 | 37,71 (As2O5) |
| Железо             | 22,40 | 32,02 (Fe2O3) |
| Кальций            | 10,23 | 14,31 (CaO)   |
| Водород            | 1,79  | 15,96 (H2O)   |
| Кислород           | 41,01 | —             |

## Название на других языках
- немецкий — Yukonit;
- испанский — Yukonita;
- английский — Yukonite.